# Exocentrus fouqueti
Exocentrus fouqueti es una especie de escarabajo longicornio del género Exocentrus, categorizada en la tribu Exocentrini, de la subfamilia Lamiinae. Fue descrita por Pic en 1932.

## Descripción
Mide 4-4,5 mm de longitud.

## Distribución
Se distribuye por Vietnam.